# Almócita
Almócita ist ein südspanisches Dorf und Gemeinde (municipio) in der Provinz Almería mit 210 Einwohnern (Stand: 2024). 

## Lage
Almócita liegt etwa 35 Kilometer westnordwestlich von Almería in einer Höhe von ca. 835 m. 

## Bevölkerungsentwicklung
| Jahr      | 1970 | 1981 | 1991 | 2001 | 2011 | 2021 |
| --------- | ---- | ---- | ---- | ---- | ---- | ---- |
| Einwohner | 336  | 227  | 182  | 166  | 191  | 197  |

## Sehenswürdigkeiten
- Kirche Mariä Schutzmantel (Iglesia de Nuestra Señora de la Misericordia)
- Kapelle aus dem 16./17. Jahrhundert
- Altes Wasserkraftwerk (Ruine)

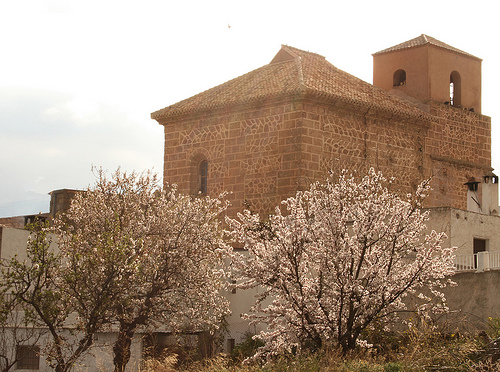
Kirche Mariä Schutzmantel
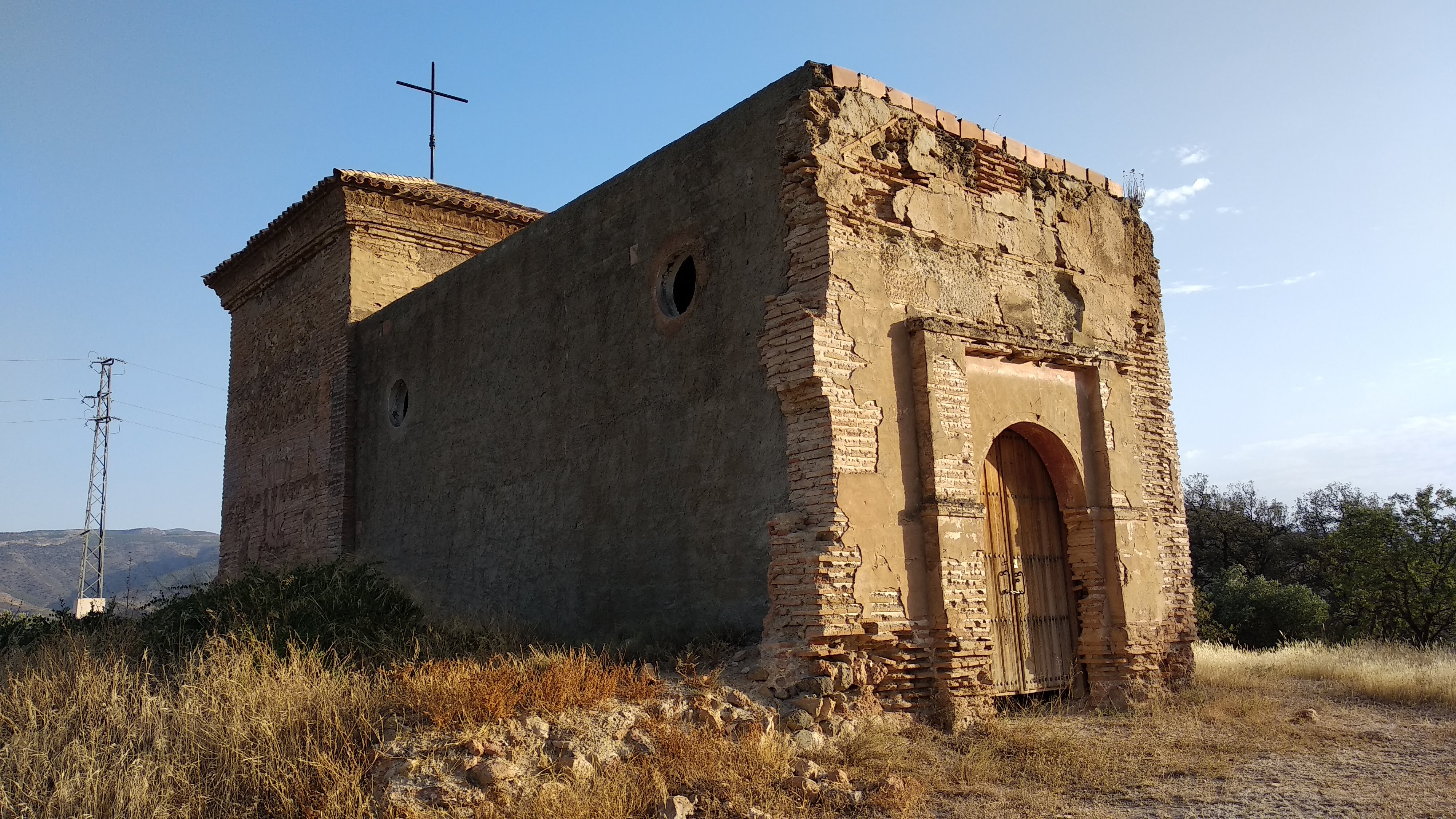
Kapelle
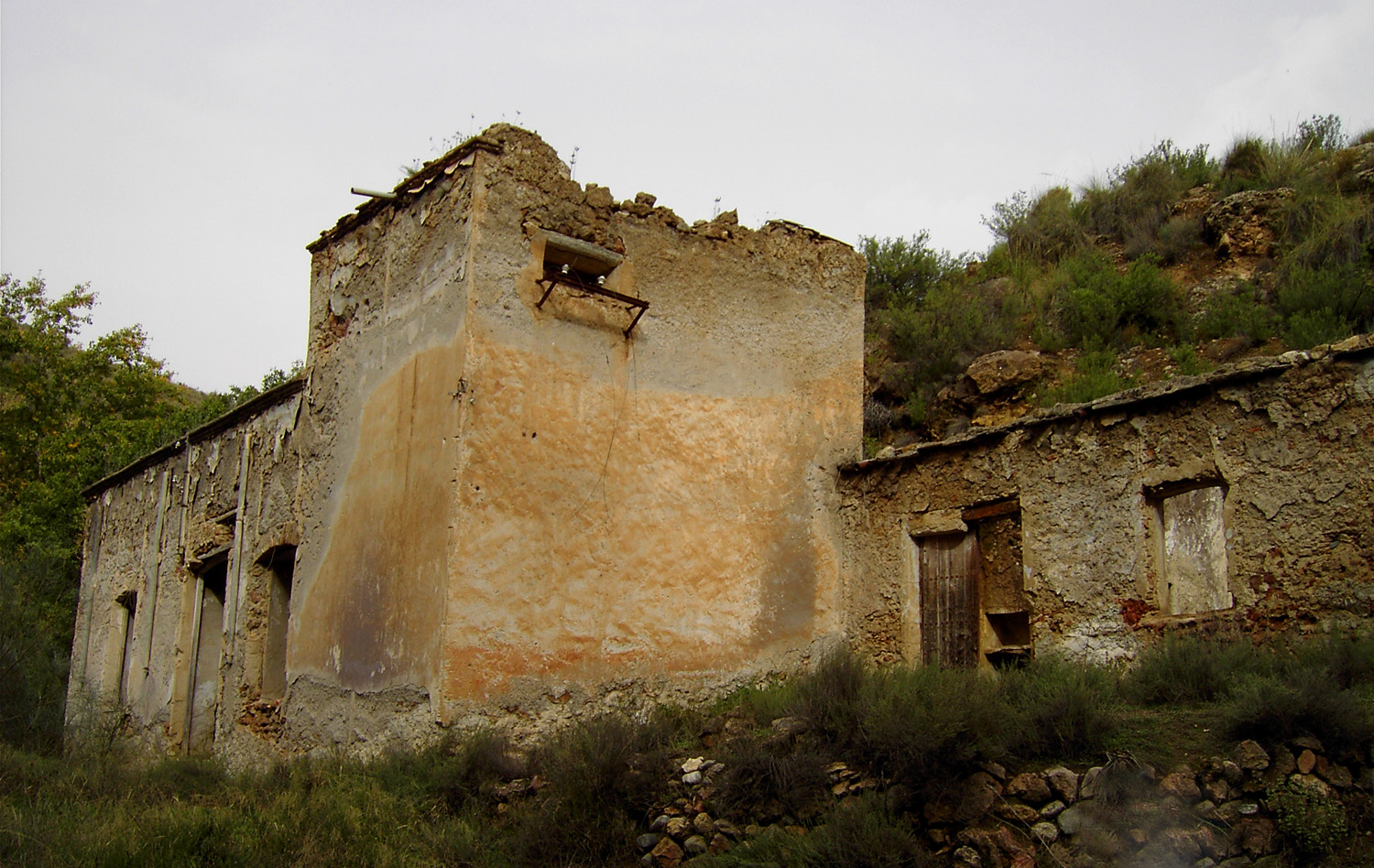
Altes Wasserkraftwerk